# Puppis A
Puppis A, ou SNR G260.4-03.4 est un rémanent de supernova de la constellation de la Poupe. Il se trouve dans une région riche en rémanents, puisqu'il recouvre partiellement la région du ciel du rémanent Vela (XYZ) (ou SNR G263.9-03.3), et est proche d'un autre rémanent très connu, RX J0852.0-4622 (Vela Junior). Comme son nom l'indique Puppis A est la plus forte zone d'émission d'ondes radio de la constellation de la Poupe (voir Désignation des sources d'ondes radio).

## Caractéristiques physiques
Le rémanent est difficile à localiser avec précision, car son émission se superpose à celle de Vela (XYZ).
Il apparaît en forme de coquille, plus brillant dans sa partie est, sa partie ouest étant mal délimitée. Il n'est pas exactement sphérique, sa taille angulaire variant entre 50 et 60 minutes d'arc.
Sa distance, estimée par l'étude de l'absorption HI donne une valeur de 2,2 kpc, ce qui lui confère un rayon de l'ordre de 15 à 18 parsecs. Son âge peut être estimé par l'étude de la dynamique de certains de ses filaments et est évalué à 3700 ans environ, valeur compatible avec sa taille physique.

## Objet central
Le centre du rémanent possède une source non-identifiée de rayons X appelée RX J0822.0-4300. Cette source est considérée comme étant une probable étoile à neutrons dont l'émission de surface est détectée en X. Elle n'est cependant pas détectée de façon claire sous forme de pulsar, malgré une annonce faite en ce sens en 1999. La source est ainsi essentiellement similaire à celle du centre du jeune rémanent Cassiopée A, ou de Kesteven 79, RCW 103 et RX J1713.7−3946.
Il avait été affirmé qu'une source variable de période très régulière de 75,2797300 ms et ralentissant lentement (1,49×10-13 s·s−1) avait été détectée, conférant à ce pulsar un âge caractéristique de 8000 ans et un champ magnétique de surface de 3,4×108 T. Cette annonce a par la suite été mise en doute par la non détection dans le domaine radio de l'émission associée.
Aucune contrepartie optique à cette source n'a été détectée jusqu'aux magnitudes de 25,0 (bande B) et 23,6 (bande R).